# Barbona
Barbona es una comuna italiana, de 758 habitantes, de la provincia de Padua, en la región del Véneto. Está localizada unos 60 km al suroeste de Venecia y a unos 40 km de distancia de Padua.

## Geografía
La comuna contiene la fracción de Lusia y sus comunas limítrofes Lusia (RO) a 4,68 km., Rovigo (RO) a 7,7 km., Sant'Urbano a 5,1 km. y Vescovana a 3,7 km.

## Demografía
En 1871 la población de la comuna era de 1.528 habitantes y fue aumentando hasta los 1.759 habitantes de 1936. Sin embargo la disminución se hizo patente en 1961 con 1.205 habitantes y después continuó el descenso hasta los 758 habitantes actuales.
| Gráfica de evolución demográfica de Barbona entre 1861 y 2001 |
|                                                               |
| Fuente ISTAT - elaboración gráfica de Wikipedia               |